# (59239) Alhazen
Pour les articles homonymes, voir Alhazen (homonymie).
(59239) Alhazen est un astéroïde de la ceinture principale.

## Description
(59239) Alhazen est un astéroïde de la ceinture principale. Il fut découvert par Stefano Sposetti le 7 février 1999 à Gnosca. Il présente une orbite caractérisée par un demi-grand axe de 2,25 UA, une excentricité de 0,209 et une inclinaison de 7,14° par rapport à l'écliptique.
Il fut nommé en hommage à l'astronome, mathématicien, philosophe, docteur et physicien perse Alhazen, ou Abu Ali al-Hasan ibn al-Haytham (965-1040).

## Compléments